# Мицухиса Тагучи
Мицухиса Тагучи (јап. 田口 光久; 14. фебруар 1955 — 12. новембар 2019) био је јапански фудбалер.

## Каријера
Током каријере је играо за Мицубиши.

## Репрезентација
За репрезентацију Јапана дебитовао је 1975. године. За тај тим је одиграо 59 утакмица.

## Статистика
| Јапан  | Јапан   | Јапан  |
| Година | Наступи | Голови |
| ------ | ------- | ------ |
| 1975.  | 1       | 0      |
| 1976.  | 3       | 0      |
| 1977.  | 5       | 0      |
| 1978.  | 13      | 0      |
| 1979.  | 8       | 0      |
| 1980.  | 4       | 0      |
| 1981.  | 4       | 0      |
| 1982.  | 8       | 0      |
| 1983.  | 9       | 0      |
| 1984.  | 4       | 0      |
| Укупно | 59      | 0      |